# Jeroen Kampschreur
Jeroen Kampschreur (Leiderdorp, 9 april 1999) is een Nederlands paralympisch alpineskiër. 
Kampschreur werd geboren zonder scheenbenen. Beide onderbenen zijn op 1-jarige leeftijd geamputeerd. Sindsdien gebruikt hij een rolstoel of protheses. Hij deed eerst aan rolstoelbasketbal maar besloot zich in plaats daarvan te richten op zitskiën. Op het wereldkampioenschap para-alpineskiën in 2017 won hij drie gouden medailles. Hij kwalificeerde zich voor de Paralympische Winterspelen 2018. Daar won hij een gouden medaille op de supercombinatie. Op 23 maart 2018 werd hij tijdens een huldiging in Den Haag benoemd tot ridder in de Orde van Oranje-Nassau. Op 29 maart werd hij gehuldigd in zijn geboorteplaats Leiderdorp. Kampschreur is ambassadeur van de Johan Cruyff Foundation en Fonds Gehandicaptensport. In 2019 won hij op de World Para Alpine Skiing Championships vijf keer goud: op de reuzenslalom, de slalom, de afdaling, de Super-G en supercombinatie. Op de Paralympische Winterspelen 2022 won hij een zilveren medaille op de supercombinatie.